# Desmoloma signata
Desmoloma signata är en fjärilsart som beskrevs av Dyar 1910. Desmoloma signata ingår i släktet Desmoloma och familjen tofsspinnare. Inga underarter finns listade i Catalogue of Life.